# Kościół św. Teresy od Jezusa i św. Jana od Krzyża w Krakowie
Kościół św. Teresy od Jezusa i św. Jana od Krzyża – zabytkowy rzymskokatolicki kościół parafialny oraz konwentualny karmelitanek bosych znajdujący się w Krakowie, w dzielnicy II Grzegórzki przy ul. Mikołaja Kopernika 44, na Wesołej.
Zbudowany został w latach 1720–1730 z fundacji kanclerza Jana Szembeka, konsekracji nowej świątyni dokonał w 1730 biskup warmiński Krzysztof Jan Szembek, brat fundatora. W drugiej połowie XVIII w. przeniosły się tutaj z domu zakonnego przy kościele św. Marcina karmelitanki.
Kościół zbudowany jest w stylu barokowym, na planie krzyża greckiego. Skromną fasadę z pilastrami zdobi portal. Przed kościołem wznosi się kolumna marmurowa z 1668. W ołtarzu głównym znajduje się obraz św. Teresy z Avili ofiarowany przez fundatora.
Z kościołem związana jest historia zakonnicy Barbary Ubryk, która po dziwnych zachowaniach, śmiechu na głos w kościele, trwających wiele godzin spowiedziach i napadach egzaltowanej pobożności została zamurowana w celi, w której w nieludzkich warunkach więziona była 21 lat (od 1848 do 1869). Wieść o tym wywołała skandal i rozruchy przeciwko duchowieństwu.

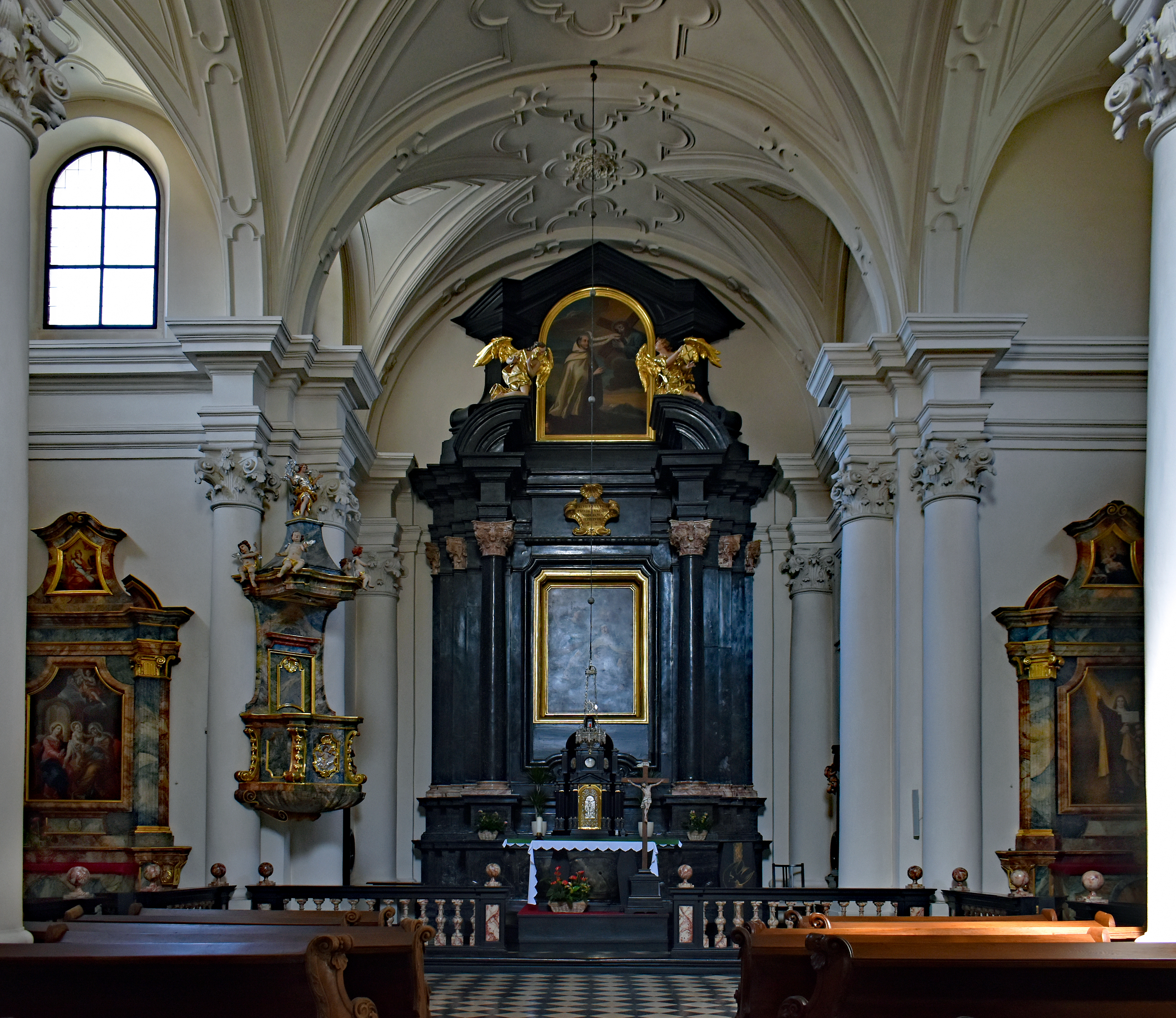
Wnętrze kościoła